# Étude en sixtes (Roger-Ducasse)
L'Étude en sixtes est une étude pour piano seul de Jean Roger-Ducasse, en sol bémol majeur, composée en 1916 pendant la Première Guerre mondiale. 
La première audition de cette pièce d'une très grande virtuosité a lieu le 7 mai 1917 au cours d'un concert de la SMI à la salle Gaveau, interprétée par Marguerite Long.

## Composition
Roger-Ducasse entreprend la composition de deux Études pour piano seul en 1916, pendant la Première Guerre mondiale. Le compositeur, mobilisé le 10 octobre 1914, est « rendu à la vie civile et rapidement réformé ».
Or, dès le début du conflit, le capitaine Joseph de Marliave, époux de la pianiste Marguerite Long, est mort au combat à Senon le 24 août 1914. Celle-ci sombre alors dans la dépression et Roger-Ducasse, avec d'autres amis proches comme Debussy, tente de la réconforter. Dans ses souvenirs, elle confie que, « pour la forcer à retravailler », Roger-Ducasse compose « à son intention Deux Études très difficiles » qu'elle accepte de présenter en concert à la SMI.

## Création
Les deux Études, en la bémol majeur et en sixtes, sont créées par Marguerite Long, le 7 mai 1917, et saluées par Debussy avec enthousiasme : « J'ai entendu vos Études, si difficiles, pour lesquelles les doigts de Marguerite Long se sont multipliés ! »
L'Étude en sixtes est dédiée à la pianiste Denise Haas. Marguerite Long était déjà la dédicataire du Quatuor avec piano de Roger-Ducasse.

## Analyse
L'œuvre pour piano de Roger-Ducasse est l'une des plus difficiles de tout le répertoire. L'Étude en sixtes est d'une virtuosité redoutable — « diabolique », pour Guy Sacre, qui dresse un parallèle avec les Études de Debussy : « au contraire de celle de Debussy, contemporaine, l'étude en sol bémol, pour les sixtes, choisit la rutilance de la couleur et l'éclat de la sonorité. Une sorte d'ébriété sonore déborde déborde de ces pages, envahit progressivement l'auditeur. Dommage qu'il faille payer cette musique enthousiasmante de tant d'efforts ! »
La partition est en sol bémol majeur, une tonalité fréquente dans l'œuvre du compositeur. La durée d'exécution est d'environ 8 min.
Marguerite Long considère « cette musique d'un très grand musicien, difficile, austère peut-être pour le public non initié (c'est pour cela qu'on ne la joue pas) ».

## Discographie
- Roger-Ducasse : Œuvres pour piano, Dominique Merlet (2001, Mandala MAN 5011) (OCLC 659094228)
- Roger-Ducasse : The complete piano Works, Martin Jones (2015, Nimbus Records NI 5927)
- Roger-Ducasse : Piano Works, Joel Hastings (2017, Grand Piano GP724)
- Roger-Ducasse : Piano Works, Patrick Hemmerlé (2019, Melism MLS-CD 013)

### Ouvrages généraux
- Claude Debussy, Correspondance, 1872-1918, Paris, Gallimard, 2005, 2352 p. (ISBN 2-07-077255-1) éditée sous la direction de François Lesure et Didier Herlin
- Guy Sacre, La musique pour piano : dictionnaire des compositeurs et des œuvres, vol. II (J-Z), Paris, Robert Laffont, coll. « Bouquins », 1998, 2998 p. (ISBN 978-2-221-08566-0), p. 2299-2309

### Monographies
- Laurent Ceillier, Roger-Ducasse : Le musicien, l'œuvre, Paris, Éditions Durand, 1920, 87 p. (lire en ligne)
- Jacques Depaulis, Roger-Ducasse, Anglet, Séguier, coll. « Carré Musique », 2001, 154 p. (ISBN 2-84049-252-0)
- Marguerite Long, Au piano avec Claude Debussy, Paris, Gérard Billaudot, 1960, 169 p.